# Wilmington (Devon)

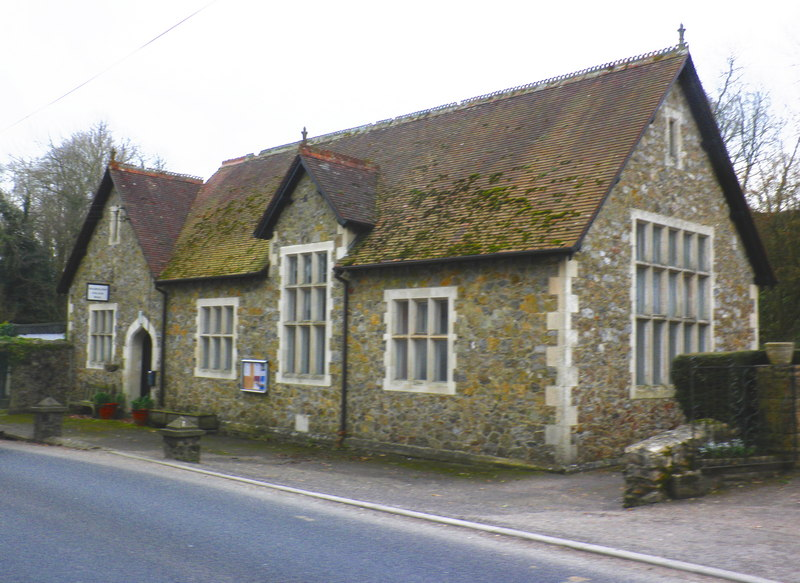
Het dorpshuis

Wilmington is een dorp in East Devon, Engeland, gelegen tussen Axminster en Honiton. Het dorp valt sinds 1989 in z'n geheel binnen de civil parish Widworthy. Tot die tijd vielen huizen ten noorden van de weg A35 onder de parish Offwell. De St Cuthberts Church in Wilmington dateert uit de 14e eeuw.
De weg waaraan Wilmington ligt was sinds de 15e eeuw de belangrijkste route van Exeter naar Londen. In 1765 werd de weg een tolweg (turnpike). Het belang van die weg nam echter af toen in 1807 de tolweg van Honiton naar Ilminster werd geopend (de tegenwoordige A30). In 1805 koos de boodschapper die het nieuws over de door Engeland gewonnen Slag bij Trafalgar per postkoets van Falmouth naar Londen bracht, de route door Wilmington. In 2005 werd in het dorp een herdenkingsplaat onthuld die aan die gebeurtenis herinnert.